# Arthroleptis fichika
Arthroleptis fichika Blackburn, 2009 è un anfibio anuro, appartenente alla famiglia degli Artroleptidi.

## Etimologia
L'epiteto specifico è una parola swahili che significa «nascosto» e si riferisce alla caratteristica della specie di essere una specie criptica, scoperta solo con analisi filogenetiche molecolari.

## Distribuzione e habitat
È endemica della Tanzania. Si trova sui Monti Usambara occidentali e sui Monti Pare settentrionali.